# Elena Podkaminskaja
Elena Il'inična Podkaminskaja (in russo Елена Ильинична Подкаминская?; Mosca, 10 aprile 1979) è un'attrice russa.

## Biografia
Nata nella Mosca sovietica il 10 aprile 1979 da una famiglia di musicisti, nel 2001 conclude la formazione artistica presso l'istituto teatrale moscovita intitolato a Boris Ščukin.
È principalmente nota per il suo ruolo di Viktorija Sergeevna Gončarova, protagonista della popolare sitcom russa Kuchnja, trasmessa anche in vari Paesi esteri.
Nel 2013 ha vinto, in coppia con il ballerino Andrej Karpov, l'ottava stagione del programma russo «Танцы со звёздами», adattamento locale del format della BBC «Strictly Come Dancing».
Ha tre figli: Polina, Eva e Aleksandr.